# Rubus coreanus
Rubus coreanus är en rosväxtart som beskrevs av Friedrich Anton Wilhelm Miquel. Rubus coreanus ingår i släktet rubusar, och familjen rosväxter. Utöver nominatformen finns också underarten R. c. tomentosus.

## Bilder

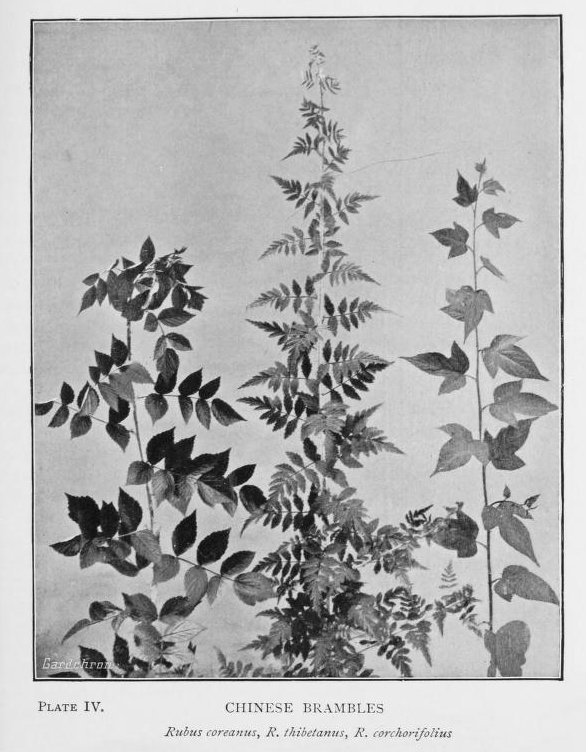
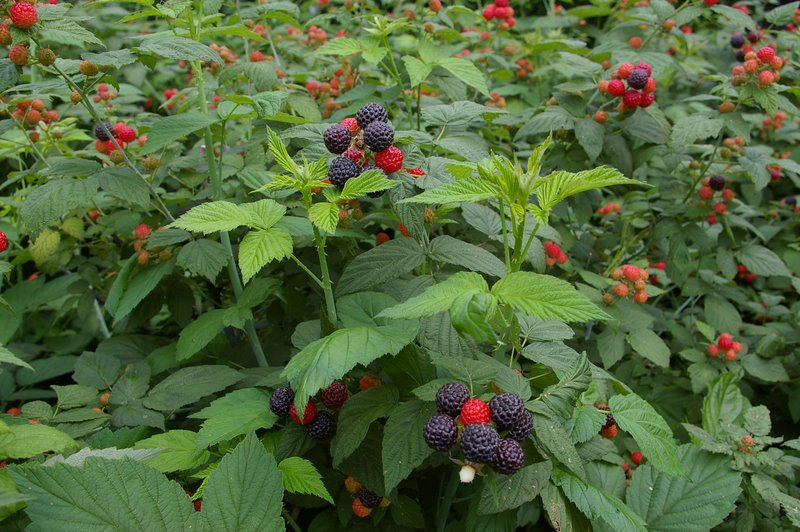